# Jimmy the Kid (film, 1982)
Pour les articles homonymes, voir Jimmy the Kid.
Pour plus de détails, voir Fiche technique et Distribution.
Jimmy the Kid est un film américain réalisé par Gary Nelson, sorti en 1982.

## Fiche technique
- Titre : Jimmy the Kid
- Réalisation : Gary Nelson
- Scénario : Sam Bobrick d'après le roman de Donald Westlake
- Photographie : Dennis Dalzell
- Montage : Richard C. Meyer
- Musique : John Cameron
- Pays d'origine : États-Unis
- Format : Couleurs - Mono
- Genre : comédie
- Date de sortie : 1982

## Distribution
- Gary Coleman : Jimmy
- Paul Le Mat : John Dortmunder
- Ruth Gordon : Bernice
- Dee Wallace : May
- Cleavon Little : Herb
- Fay Hauser : Nina
- Pat Morita : Maurice
- Avery Schreiber : Dr. Stevens
- Don Adams : Harry Walker
- Frank Miller : Flic
- Stephen Stucker : Voisin